# Trädgårdsdags
Trädgårdsdags var ett program i Sveriges Radio P1 som sändes från mars 1979 till 2004. Programledare var Ulf Schenkmanis och trädgårdskonsulenten Lars-Eric Samuelsson. 
Vanligtvis sändes Trädgårdsdags från en radiostudio. Schenkmanis och Samuelsson var dock ofta ute på turné, till exempel till en trädgårdsförening eller plantskola, och sände då därifrån.
Programmets signaturmelodi var "Ballade pour Adeline", en instrumentell melodi från 1976 komponerad av Paul de Senneville och Olivier Toussaint och främst känd via Richard Claydermans inspelning.